# Procetichthys kreffti
Procetichthys kreffti är en fiskart som beskrevs av Paxton, 1989. Procetichthys kreffti ingår i släktet Procetichthys och familjen Cetomimidae. Inga underarter finns listade i Catalogue of Life.